# Kevin Mwamba
Kevin Mwamba (Parigi, 8 ottobre 1992) è un giocatore di football americano francese che gioca come tight end per i Paris Musketeers.

## Palmarès
- 1 World Games (2017)
- 1 Europeo (2018)
- 1 ELF Championship (Frankfurt Galaxy, 2021)
- 3 Casque de Diamant (Flash de La Courneuve, 2011, 2017, 2018)